# Campionat d'Espanya de motocròs 2004
La temporada de 2004 del Campionat d'Espanya de motocròs fou la 46a edició d'aquest campionat, organitzat per la Reial Federació Motociclista Espanyola.

## Classificació final

### 125cc
| Posició | Pilot             | Motocicleta | Punts |
| ------- | ----------------- | ----------- | ----- |
| 1       | Jonathan Barragán | KTM         | ?     |
| 2       | Aarón Bernárdez   | ?           | ?     |
| 3       | Carlos Campano    | Yamaha      | ?     |
| 4       | ?                 | ?           | ?     |
| 5       | ?                 | ?           | ?     |
| 6       | ?                 | ?           | ?     |
| 7       | ?                 | ?           | ?     |
| 8       | ?                 | ?           | ?     |
| 9       | ?                 | ?           | ?     |
| 10      | ?                 | ?           | ?     |

### Open
| Posició | Pilot           | Motocicleta | Punts |
| ------- | --------------- | ----------- | ----- |
| 1       | Alvaro Lozano   | KTM         | ?     |
| 2       | Josep Alonso    | ?           | ?     |
| 3       | Mattias Nilsson | ?           | ?     |
| 4       | ?               | ?           | ?     |
| 5       | ?               | ?           | ?     |
| 6       | Jordi Viladoms  | ?           | ?     |
| 7       | ?               | ?           | ?     |
| 8       | ?               | ?           | ?     |
| 9       | ?               | ?           | ?     |
| 10      | ?               | ?           | ?     |

## Categories inferiors
Font:
| Campionat           | Guanyador           | Motocicleta |
| ------------------- | ------------------- | ----------- |
| Júnior 125cc        | Juan Pérez          | KTM         |
| Cadet 85cc          | José Antonio Butrón | Yamaha      |
| Trofeu Juvenil 85cc | Ángel González      | KTM         |
| Trofeu Alevins 65cc | Carlos Fernández    | Kawasaki    |